# Alcy Xavier

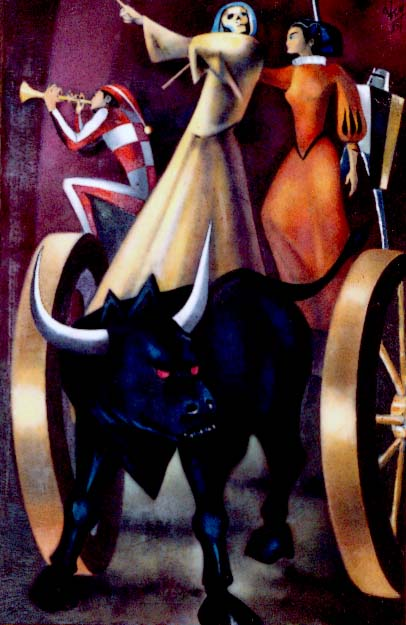
Comediantes: carroça de saltimbancos da Idade Média, na Espanha, óleo sobre tela (1985).

Alcy Xavier (Paranaguá, 1933 - 2016) é um Pintor e gravador brasileiro.

## Biografia
Iniciou seus estudos em artes plásticas, com ênfase em pintura a óleo, gravura e desenho, em 1946. Aluno da Escola de Belas Artes do Paraná, aventurou-se pelo expressionismo no início de sua carreira, passando pelo movimento cubista já na década de 1950.
Alcy Xavier estudou artes inicialmente com seu pai, Narciso Xavier, e depois com Guido Viaro e Poty Lazzarotto. Foi aluno da Escola de Belas Artes do Paraná, tornando-se membro-fundador do Centro de Gravura do Paraná em 1954.
Além de ter quadros expostos em museus de Curitiba e participado de muitas exposições, Alcy Xavier costumava escrever textos, talvez para justificar sua forma peculiar de pintar, que partia, segundo ele, dos impulsos abstratos para chegar ao figurativo. Esses textos, em geral escritos para suas mostras e divulgados via internet, evidenciavam sua preocupação em estar atualizado na pesquisa. No texto, o qual chamou de Transcyber, ele abordava o tema Arte e Cibernética, demonstrando sua preocupação com vários temas atuais como robótica, interação homem-máquina, situações-limite, entre outros temas.

## Exposições
| Ano         | Cidade    | Local | Individuais | Coletivas |
| ----------- | --------- | --- | ----------- | --------- |
| 1949        | Curitiba  | 6º Salão Paranaense de Belas Artes, no Instituto de Educação do Paraná Professor Erasmo Pilotto                                    | —           | X         |
| 1950        | Curitiba  | 7º Salão Paranaense de Belas Artes, no Instituto de Educação do Paraná Professor Erasmo Pilotto                                    | —           | X         |
| 1951        | Curitiba  | 8º Salão Paranaense de Belas Artes, no Departamento de Cultura - Sala de Exposições - medalha de prata em gravura e menção honrosa | —           | X         |
| 1951        | Curitiba  | 4º Salão de Belas Artes da Primavera - 1º prêmio em desenho                                                                        | —           | X         |
| 1953        | Curitiba  | 10º Salão Paranaense de Belas Artes                                                                                                | —           | X         |
| 1954        | Curitiba  | 11º Salão Paranaense de Belas Artes                                                                                                | —           | X         |
| 1954        | Goiânia   | Exposição do Congresso Nacional de Intelectuais                                                                                    | —           | X         |
| 1955        | Curitiba  | 12º Salão Paranaense de Belas Artes                                                                                                | —           | X         |
| 1955        | Curitiba  | 9º Salão de Belas Artes da Primavera - medalha de bronze                                                                           | —           | X         |
| 1956        | Curitiba  | 13º Salão Paranaense de Belas Artes - medalha de prata em pintura                                                                  | —           | X         |
| 1957        | Curitiba  | 14º Salão Paranaense de Belas Artes - prêmio aquisição                                                                             | —           | X         |
| 1957        | São Paulo | Coletiva Movimento de Renovação Artística                                                                                          | —           | X         |
| 1957        | São Paulo | Mostra de Pintores do Paraná, no Museu de Arte Moderna de São Paulo                                                                | —           | X         |
| 1958        | Curitiba  | Seis Pintores do Paraná, na Galeria Cocaco de Arte                                                                                 | —           | X         |
| 1958        | Curitiba  | 10º Salão de Belas Artes da Primavera - prêmio aquisição                                                                           | —           | X         |
| 1959        | Curitiba  | 16º Salão Paranaense de Belas Artes, na Biblioteca Pública do Paraná                                                               | —           | X         |
| 1959        | Curitiba  | 11º Salão de Belas Artes da Primavera - prêmio aquisição                                                                           | —           | X         |
| 1959        | Salvador  | Salão Baiano de Belas Artes - medalha de bronze em gravura                                                                         | —           | X         |
| 1959        | Curitiba  | Biblioteca Pública do Paraná | X           | —         |
| 1963        | São Paulo | Galeria Project | X           | —         |
| 1976        | Curitiba  | Três Artistas Contemporâneos | —           | X         |
| 1977        | Curitiba  | Exposição de Gravuras Contemporâneas, no Badep                                                                                     | —           | X         |
| 1976 e 1982 | Curitiba  | Museu Guido Viaro | X           | —         |
| 1982        | São Paulo | Espaço Cultural Sanbra | X           | —         |
| 1982        | São Paulo | Centro de Artes do Centro Cultural São Paulo                                                                                       | X           | —         |
| 1982        | São Paulo | Centro de Artes Garcia Guillén | X           | —         |
| 1982        | São Paulo | Momento da Arte Brasileira - Inauguração do Anfiteatro de Convenções da Universidade de São Paulo                                  | —           | X         |
| 1983        | São Paulo | Artistas Contemporâneos Paranaenses, na FAAP                                                                                       | —           | X         |
| 1984        | São Paulo | Galeria de Arte da Aliança Francesa                                                                                                | X           | —         |
| 1985        | São Paulo | Galeria Cinearte | X           | —         |
| 1985        | Curitiba  | Galeria Max Stolz | X           | —         |
| 1986        | São Paulo | Galeria de Arte do Sesi | X           | —         |
| 1986        | Curitiba  | Mostra dos Mais Premiados do Salão Paranaense de Belas Artes                                                                       | —           | X         |
| 1986        | Curitiba  | Tradição/Contradição, no Museu de Arte Contemporânea de Curitiba                                                                   | —           | X         |
| 1987        | São Paulo | Spazio Pirandello | X           | —         |
| 1988        | Curitiba  | 8ª Gravadores Paranaenses das Décadas de 50/60, no Museu Municipal de Arte de Curitiba                                             | —           | X         |
| 1990        | Curitiba  | Galeria de Arte do Banco do Estado do Paraná                                                                                       | X           | —         |
| 1991        | Curitiba  | Galeria de Arte Ufizzi | X           | —         |
| 1992        | Curitiba  | Museu Municipal de Arte: acervo, no Museu Municipal de Arte                                                                        | —           | X         |
| 1994        | Curitiba  | Sala Miguel Bakun | X           | —         |
| 1994        | São Paulo | Os Clubes de Gravura do Brasil, na Pinacoteca do Estado de São Paulo                                                               | —           | X         |
| 1997        | Curitiba  | Guido Viaro 100 anos: Interpretação 97, no Museu de Arte do Paraná                                                                 | —           | X         |
| 1998        | Curitiba  | Arte Paranaense: movimento de renovação, no Conjunto Cultural da Caixa Econômica Federal                                           | —           | X         |
| 2014        | Curitiba  | À Procura da Mímesis Perdida - Alcy Xavier - MUSA                                                                                  | X           | -         |